# Swartland
Swartland es un municipio local sudafricano situado en el distrito de West Coast, en la provincia de Cabo Occidental.

## Superficie
Swartland tiene una superficie de 3708 km².

## Demografía
En 2022, tenía 148 331 habitantes, una densidad poblacional de 40 hab./km², y 44 856 viviendas.